# Бронзова епоха в Югозападна Иберия
Бронзовата епоха в Югозападна Иберия (на английски: South-Western Iberian Bronze)  е общ термин, отнасящ се за цяла серия от археологически култури в южната част на Португалия и съседната ѝ територия на Югозападна Испания (днешните провинци Уелва, Севиля и Естремадура). Тези култури заменят по-ранни културни поселения в региона и мегалитни култури от епохата на енеолита. Явяват се предшественици на тартеската култура. Датира се между приблизително между 1900 г. пр.н.е. и 700 г. пр.н.е.
Характеризира се с погребения във вкопани каменни ковчези, в които редом до починалия е поставяна бронзова кама. Макар и много редки, по-впечатляващи са гробниците, състоящи се от 3 съседни каменни помещения с кръгла форма с дупка на всяко от тях. Тези гробници по всяка вероятност са били предназначени за предводителите, а след погребението са били засипвани, образувайки курган (могила).